# Torneio Início do Acre
O Torneio Início do Acre é uma competição de futebol realizada anualmente no Acre nas vésperas do Campeonato Acriano.
Como nos demais Torneios Inícios, as partidas têm duração mais curta que o habitual, 20 minutos corridos, e, caso haja empate no tempo normal, o classificado é definido na disputa de pênaltis. A final é realizada em dois tempos de 15 minutos. 

## História
A primeira edição do Torneio Início do Acre foi realizada em 1947, tendo como campeão o extinto Satélite Clube. Na época, a Federação Acreana de Desporto (FAD) organizava o torneio, que teve a participação de cinco equipes: Rio Branco, Independência, Fortaleza, América e Satélite.
Anos depois, o Torneio Início passou a ser de responsabilidade da Associação dos Cronistas Esportivos. Entre 2008 e 2010, a competição não foi realizada, devido aos altos custos para a funcionalidade do Estádio Arena da Floresta que impediram a sua realização. O torneio voltou a ser disputado em 2011.
Em 2014, foi substituído pelo Torneio do Povo e da Imprensa, resgatado após um hiato de 27 anos (a última edição havia ocorrido em 1987). A Federação Acriana chegou a cogitar a disputa do Torneio Início em 2015, porém o mesmo foi cancelado por causa de alagamento de rios.

## Campeões

### Liga Acreana de Esportes Terrestres - LAET
| Edição | Campeão                 | Vice-campeão           |
| ------ | ----------------------- | ---------------------- |
| 1921   | Rio Branco (Rio Branco) | Ypiranga (Rio Branco)  |
| 1922   | Rio Branco (Rio Branco) |                        |
| 1946   | Rio Branco (Rio Branco) | Fortaleza (Rio Branco) |

### Federação de Futebol do Acre - FFAC
| Edição | Campeão                         | Vice-campeão                    |
| ------ | ------------------------------- | ------------------------------- |
| 1947   | Satélite (Rio Branco)           | Rio Branco (Rio Branco)         |
| 1948   | Rio Branco (Rio Branco)         | Fortaleza (Rio Branco)          |
| 1950   | Rio Branco (Rio Branco)         | Imperial (Rio Branco)           |
| 1951   | Rio Branco (Rio Branco)         | Boulevard (Rio Branco)          |
| 1953   | América (Rio Branco)            |                                 |
| 1955   | Atlético Acreano (Rio Branco)   |                                 |
| 1957   | Atlético Acreano (Rio Branco)   |                                 |
| 1958   | Independência (Rio Branco)      |                                 |
| 1960   | Atlético Acreano (Rio Branco)   |                                 |
| 1967   | Juventus (Rio Branco)           |                                 |
| 1969   | Juventus (Rio Branco)           |                                 |
| 1970   | Atlético Acreano (Rio Branco)   |                                 |
| 1971   | Rio Branco (Rio Branco)         |                                 |
| 1973   | Juventus (Rio Branco)           |                                 |
| 1974   | Vasco da Gama (Rio Branco)      |                                 |
| 1976   | Juventus (Rio Branco)           | São Francisco (Rio Branco)      |
| 1978   | Atlético Acreano (Rio Branco)   | Juventus (Rio Branco)           |
| 1979   | Juventus (Rio Branco)           | Independência (Rio Branco)      |
| 1981   | Amapá (Rio Branco)              | Bangu (Rio Branco)              |
| 1982   | Rio Branco (Rio Branco)         | Atlético Acreano (Rio Branco)   |
| 1983   | Amapá (Rio Branco)              | Atlético Acreano (Rio Branco)   |
| 1984   | Juventus (Rio Branco)           | São Francisco (Rio Branco)      |
| 1986   | Rio Branco (Rio Branco)         | Independência (Rio Branco)      |
| 1987   | Atlético Acreano (Rio Branco)   | São Francisco (Rio Branco)      |
| 1988   | Juventus (Rio Branco)           | Independência (Rio Branco)      |
| 1989   | Juventus (Rio Branco)           | Independência (Rio Branco)      |
| 1990   | Rio Branco (Rio Branco)         | Independência (Rio Branco)      |
| 1992   | Atlético Acreano (Rio Branco)   | Rio Branco (Rio Branco)         |
| 1993   | Atlético Acreano (Rio Branco)   |                                 |
| 1994   | Grêmio Acreano (Sena Madureira) |                                 |
| 1995   | Rio Branco (Rio Branco)         | Grêmio Acreano (Sena Madureira) |
| 1996   | Grêmio Acreano (Sena Madureira) | Atlético Acreano (Rio Branco)   |
| 1999   | Rio Branco (Rio Branco)         | Atlético Acreano (Rio Branco)   |

### Associação dos Cronistas Esportivos do Acre - ACEA
| Edição | Campeão                       | Vice-campeão                          |
| ------ | ----------------------------- | ------------------------------------- |
| 2001   | Independência (Rio Branco)    | Andirá (Rio Branco)                   |
| 2002   | Atlético Acreano (Rio Branco) | Andirá (Rio Branco)                   |
| 2003   | Juventus (Rio Branco)         | Independência (Rio Branco)            |
| 2004   | Independência (Rio Branco)    | Juventus (Rio Branco)                 |
| 2005   | ADESG (Senador Guiomard)      | Juventus (Rio Branco)                 |
| 2006   | Rio Branco (Rio Branco)       | São Francisco (Rio Branco)            |
| 2007   | Rio Branco (Rio Branco)       | São Francisco (Rio Branco)            |
| 2011   | Atlético Acreano (Rio Branco) | Juventus (Rio Branco)                 |
| 2012   | Juventus (Rio Branco)         | Alto Acre (Epitaciolândia)            |
| 2013   | Rio Branco (Rio Branco)       | Plácido de Castro (Plácido de Castro) |

## Títulos por equipe
| Clube            | Cidade           | Títulos                                                                                       |
| ---------------- | ---------------- | --------------------------------------------------------------------------------------------- |
| Rio Branco       | Rio Branco       | 15 (1921, 1922, 1946, 1948, 1950, 1951, 1971, 1982, 1986, 1990, 1995, 1999, 2006, 2007, 2013) |
| Atlético Acreano | Rio Branco       | 10 (1955, 1957, 1960, 1970, 1978, 1987, 1992, 1993, 2002, 2011)                               |
| Juventus         | Rio Branco       | 10 (1967, 1969, 1973, 1976, 1979, 1984, 1988, 1989, 2003, 2012)                               |
| Independência    | Rio Branco       | 3 (1958, 2001, 2004)                                                                          |
| Amapá            | Rio Branco       | 2 (1981, 1983)                                                                                |
| Grêmio Acreano   | Sena Madureira   | 2 (1994, 1996)                                                                                |
| ADESG            | Senador Guiomard | 1 (2005)                                                                                      |
| América          | Rio Branco       | 1 (1953)                                                                                      |
| Satélite         | Rio Branco       | 1 (1947)                                                                                      |
| Vasco da Gama    | Rio Branco       | 1 (1974)                                                                                      |